# 華納斯·范萊爾
華納斯·范萊爾（Wannes Van Laer，1985年3月5日—），是一名出生於比利時奧斯滕德的帆船運動員。他曾代表國家參加2012年、2016年和2020年三屆夏季奧運，最好名次為2016年夏季奧運的第17名。

## 參賽紀錄
| 年份 | 賽事           | 主辦城市   | 名次   | 項目           |
| ---- | -------------- | ---------- | ------ | -------------- |
| 2012 | 奧林匹克運動會 | 倫敦       | 第34名 | 單人小艇雷射型 |
| 2016 | 奧林匹克運動會 | 里約熱内盧 | 第17名 | 單人小艇雷射型 |
| 2020 | 奧林匹克運動會 | 東京       | 第27名 | 單人小艇雷射型 |

## 外部連結
- 官方网站
- 華納斯·范萊爾的Facebook專頁
- 華納斯·范萊爾的X（前Twitter）
- Wannes Van Laer （页面存档备份，存于） - ISAF